# Agadir Challenger 1996
L'Agadir Challenger 1996 è stato un torneo di tennis facente parte della categoria ATP Challenger Series nell'ambito dell'ATP Challenger Series 1996. Il torneo si è giocato a Agadir in Marocco dal 18 al 24 marzo 1996 su campi in terra rossa.

## Vincitori

### Singolare
Christian Ruud ha battuto in finale  Oliver Gross 2-6, 6-3, 7-5

### Doppio
Jared Palmer /  Christo van Rensburg hanno battuto in finale  Patrik Fredriksson /  Magnus Norman 3-6, 6-3, 6-2